# Solenoide compacte per a muons
El solenoide compacte per a muons (CMS, Compact Muon Solenoid) és un dels dos grans detector de partícules amb objectius generals instal·lats al Gran Col·lisionador d'Hadrons, accelerador de partícules del CERN. Està dissenyat per a l'estudi de molts aspectes del model estàndard de física de partícules i per recerques de nous fenòmens en col·lisions entre protons i nuclis al LHC, amb energies al centre de massa de fins a 14 TeV. Els diferents detectors de CMS mesuren l'energia i el moment dels fotons, electrons, muons, i jets que es produeixin a les col·lisions.

## Característiques tècniques
CMS és un detector multipropòsit que es troba en un dels punts de col·lisió del LHC del CERN, concretament situat a la caverna de Cessy, a França. Aquest detector té forma de cilindre, de dimensions 21x16 metres, amb un pes de 12500 tones. Té un camp magnètic de 4 Tesla, generat per l'imant gegant solenoide que li dona nom. Al voltant d'aquest estan situats el “tracker” de silici, el calorímetre electromagnètic, el calorímetre d'hadrons, l'imant superconductor solenoide i finalment, a la capa més externa hi ha les cambres de muons, intercalades amb capes de ferro de retorn d'ions, (tipus jou per a les mules). Aquesta última capa conté més ferro que la Torre Effiel de París.
 En la construcció del detector van col·laborar 2600 persones de 180 institucions i empreses. Els objectius principals de la col·laboració CMS són: estudiar la física a l'escala dels Teraelectronvolts, aprofundir en l'estructura i les propietats del bosó de Higgs, estudiar aspectes de la col·lisió d'ions pesants, com ara el plom i també la recerca de proves experimentals que a part de confirmar o refutar el model estàndard, en van més enllà i cerquen donar proves experimentals de la supersimetria, les teories de cordes o la recerca de noves dimensions contingudes en l'espaitemps (Räumzeit d'Albert Einstein).
Amb tots aquests objectius, és clar que CMS no pot ésser un detector específic per a una petita part de la física, sinó que ha de ser un detector general que permeti estudiar diversos camps de la física. Està especialitzat en l'estudi dels muons que es produeixen de les col·lisions protó-protó o ió-ió de plom.
Les capes del detector CMS:
- Punt d'interacció (Capa 0): El punt d'interacció dels dos feixos de protons o ions que viatjen en sentit contrari és on xoquen, amb els bunchs de protons focalitzats al màxim per tal de maximitzar la lluminositat. El Radi de la col·lisió hauria de ser d'uns 17 μm, amb un angle entre els dos feixos de 285 μrad. La màxima lluminositat s'aconseguirà amb l'LHC a ple rendiment, amb un total de 2,808 bunchs de 1,15·1011 protons cadascun. Amb aquesta lluminositat hi haurà de mitjana, unes 20 col·lisions protó-protó (Energia al centre de masses: 8 TeV) i algunes més en cas de col·lisions ió-ió (energia de 3,8 TeV per nucleó) (Càlculs sota el model Partó de Richard Feynman.
- Tracker (Capa 1): El moment i el quadrimoment de les partícules és fonamental per contrastar i confirmar que les dades que obtenim són correctes i poder dibuixar un gràfic de la col·lisió, així com de l'energia. Una de les maneres de calcular el moment d'una partícula carregada és fent-la passar per un camp magnètic. Com més es corbi la trajectòria, menys moment tenia la partícula. El tracker fa com un GPS: agafa punts importants de la trajectòria i després els uneix de la manera més lògica. El tracker és capaç de reconstruir la trajectòria seguida de muons altament energètics, hadrons i partícules provinents de la desintegració de quarks-b (beauty o bottom), utilitzats per estudiar la violació CP i contrastar els resultats de l'LHC-b, especialitzat en aquest tema. La diferència amb un GPS és que en comptes d'un metre, el tracker té una tolerància de 10 μm.

A més, en ser la capa més interna del detector i ser la capa que més partícules rep, ha estat dissenyada a tal efecte per a resistir la radiació que es produeix i no haver de reemplaçar peces constantment per desgast. El tracker està fet totalment de Silici, del tipus més pur que es pot fabricar amb la tecnologia existent del moment, de qualitat superior al silici que s'utilitza per a produir les plaques fotovoltaiques dels satèl·lits més moderns. Els píxels, al nucli més intern del detector i més propers al punt de col·lisió són els que més desgast sofreixen, estan reforçats per una microcinta de silici. Hi ha 6000 connexions amb el sistema informàtic per cada centímetre quadrat de tracker, i l'àrea total del tracker és com la d'una pista de tennis (205 m2). Aquesta superfície està dividida en 13 capes internes, i 14 externes, amb un total de 66 milions de píxels. 
Les tres capes més internes i que han de ser més resistens, a la vegada que més sensibles, consisteixen en 100 μm x 150 μm píxels cadascuna de mitjana, amb un diàmetre a la més interna de 22 cm.
Les 4 capes següents (fins als 110 cm de diàmetre) contenen 10 cm x180 μm píxels, en forma de píxels incrustats en píxels de silici.
Les 6 darreres de la part interna (fins als 220 cm de diàmetre) del tracker tenen 25 cm x 180 μm, col·locats en cintes de silici. Hi ha 9,6 milions de cintes entre les 4 capes intemèdies més les 6 capes externes de la part més interior.
A lluminositat màxima el nivell d'enregistrament de col·lisions s'espera que sigui del 0,1% de la capacitat total de cada píxel a les capes més internes (i sensibles) i d'entre un 1% i un 2% a la resta de capes que tenen els píxels en cintes de silici. Amb el Super-LHC (High Luminosity Large Hadron Collider), l'LHC a lluminositat màxima els percentatges s'esperen que es quadrupliquin.
- Capa 2: El calorímetre electromagnètic està dissenyat per mesurar amb precisió l'energia de fotons i electrons, productes habituals de les desintegracions de partícules més massives però inestables. El calorímetre electromagnètic està format per cristalls de PbWO4. És extremadament dens però òpticament clar, que permet aturar partícules molt energètiques que no han de passar cap endavant, per tal d'evitar que facin malbé el detector. L'oxigen dels cristalls fa que aquests s'il·luminin breument quan alguna partícula molt energètica els travessa. Com més energia té la partícula, més llum emeten. Els fotons que es produeixen són precisos, ben definits i ràpids (velocitat relativa per diferent medi). La longitud d'ona d'aquests fotons és de 0,89 cm i la llum que en un període de 25 nseg és absorbida en un 80%. Els cristalls de tungustenat anhídric de plom o stonzita utilitzats tenen unes dimensions de 22x22x230 mm. Estan montats sobre una fibra de carboni per aïllar-los i aguantar-los, i compten amb un fotodíode d'allau per a captar senyal.

El detector, que fou montat amb una configuració de dues peces, conforma una única capa entre el tracker i el calorímetre d'hadrons. Cada peça compta amb 18 mòduls (36 mòduls en total), pesant cadascun sobre les 3 tones contenint únicament 1700 cristalls. Els segells del calorímetre estan recoberts per uns 16.000 cristalls més que no donen senyal.
Per tal d'augmentar la precisió espacial, hi ha subdetectors que estan situats davant dels segells, per a distingir si hi ha un únic fotó superenèrgetic (indici excitant) o una parella de fotons poc energètics.
Hi ha també un altre subdetector amb dues capes de plom i dues capes de silicona amb el propòsit  de discrimar pions dels fotons.
- Capa 3: El calorímetre hadrònic mesura l'energia dels hadrons, partícules que tenen quarks i gluons i per  tant són sensibles a la força forta (protons, neutrons, pions i kaons), i també de manera indirecta detecta la presència de partícules no carregades com els neutrins.

Consisteix en capes de material dens, com llautó (provinent de projectils d'artilleria russos) i acer, i capes interposades d'“escinillators” de plàstic, que causen fosforescència o guspires de llum, que són llegides mitjançant fibres òptiques que transmuten la longitud d'ona, a través de l'ús de fotodíodes. Aquesta combinació permet la màxima quantitat de material absorbent dins de la capa 3.
- Capa 4: L'imant solenoide superconductor de Niobi-Titani (13 metres de llarg i 6 metres de diàmetre, amb un volum d'uns 367 m3) és el component sobre el qual l'LHC està construït, que pot proporcionar un camp magnètic de 4 Tesla, que és 100000 vegades superior al natural de la Terra.

Amb una inductància de 14 Henries, i un amperatge de 18160 Ampers (19500A per a 4 Tesla), que proporcionen 3,8 tesles (per maximitzar la durada), emmagatzemen 2,66 Giga-Joules, tant com mitja tona de trinitrotoluè. La resistència nominal de tot el circuit un cop està situada a temperatura d'operació ronda els 0,1 mΩ. Permet determinar la ràtio càrrega/massa de les partícules a partir de la trajectòria corbada que deixen. A part, també serveixen per calcular el moment (com més moment, trajectòria més recta). És la part més bàsica del detector CMS i el que li dona el seu funcionament característic.
- Capa 5: El detector de muons i jou de retorn. Com diu en el nom, una de les tasques primordials és detectar muons (com electrons i positrons, però amb una massa 200 vegades superior). Els muons es produeixen en la descomposició de moltes partícules, entre elles el bosó de Higgs decaient en 4 muons. Els muons poden travessar uns quants metres de metall sense interaccionar ni donar cap mostra que són allà. No poden ser aturades de cap manera pels calorímetres i altres aparells de mesura previs. És per això que les cambres detectores de muons estan situades al punt més exterior del detector perquè interaccionin. S'utilitzen els següents aparells:

1. “Drift Tube” (DT), situat a la regió central. Tub de 4 cm de diàmetre ple de gas que conté un cable estirat, que dona senyal si un muó interacciona amb el gas (normalment una mescla d'argó, isobutà i freó o també pot estar plena d'un únic gas com ara xenó, tetrametilsilà o tetrakisdimetilaminaetilè TMAE) i allibera algun electró, ionitzant una molècula. Aquests electrons van cap al cable seguint el camp electromagnètic, bé positiu o bé negatiu, però sempre en tendència cap a l'inici del pol positiu. Amb el registre de la posició dels electrons (sense preocupar-se de la velocitat per no perdre precisió segons el Principi d'incertesa de Heisenberg) i el punt on xoquen, i junt amb la informació de la distància original del muó al cable i coneixent el temps que tarda un electró a recórrer, es pot saber la posició del muó. Els DT es col·loquen en cambres de 2x2,5 metres, amb 60 capes d'alumini, agrupades en tres grups de 4, amb fins a 60 DT. El grup central s'utilitza per mesurar les coordenades cartesianes paral·leles (x) al tub blau de l'LHC i els altres dos grups s'utilitzen per a mesurar les coordenades cartesianes perpendiculars (y) al tub blau de l'LHC. La distància al centre s'empra com a coordenada z.
2. “Cathode Strip Chambers” (CSC), situades als extrems del detector, en els punts més allunyats del punt de col·lisió, on el nombre de partícules acostuma a ser elevat. Consisteix en cambres amb cables carregats positivament que fan d'ànode, i tires de coure carregades negativament que fan de càtodes. Entre l'espai buit se situa un volum de gas. Les tires de coure i el cable tenen posició perpendicular. Quan els muons el travessen, arrenquen electrons dels àtoms del gas, que es dirigeixen cap a l'ànode tot creant una reacció en cadena que provoca una allau d'electrons. Els ions positius s'allunyen del càtode de coure, provocant un corrent d'inducció en les tires de coure, amb angles ben definits. Com que l'espai entre ànode i càtode són coneguts i es mesura el temps de vol, fa d'aquests detectors una arma precisa. Cada mòdul CSC compta amb sis capes per assegurar la precisió.
3. ”Resistive Plate Chambers” (RPC) són detectors gasosos d'alta velocitat que constitueixen un sistema paral·lel de detecció de muons als proporcionats per DT i CSC. Està constituït per dues plaques paral·leles de plàstic altament resistent al pas del corrent elèctric amb gas entre les plaques, una carregada positivament i una altra carregada negativament, que fan d'ànode i càtode respectivament. Quan un muó travessa l'espai entre les plaques, arrenca electrons dels àtoms del gas, que es dirigeixen cap a l'ànode tot creant una reacció en cadena que provoca una allau d'electrons. Els electrodes no es veuen afectats per aquest corrent d'electrons, sinó que els electrons són recollits per tires metàl·liques després d'un  petit però precís retard. El patró de xoc proporciona una mesura ràpida del momentum del muó. Seguidament es decideix si la informació enregistrada és prou valuosa. Els subdetectors RPC combinen una bona resolució espacial, amb una resolució de temporal d'un sol nanosegon.